# Rubanyj Mist (obwód kirowohradzki)
Rubanyj Mist (ukr. Рубаний Міст) – wieś na Ukrainie, w obwodzie kirowohradzkim, w rejonie nowoukraińskim, w hromadzie Nowomyrhorod. W 2001 liczyła 555 mieszkańców, spośród których 544 wskazało jako ojczysty język ukraiński, 10 rosyjski, a 1 inny.